# Hurlingham (partido)
Hurlingham (Partido de Hurlingham) is een partido in de Argentijnse provincie Buenos Aires. Het bestuurlijke gebied telt 172.245 inwoners. Tussen 1991 en 2001 steeg het inwoneraantal met 3,18 %.

## Plaatsen in partido Hurlingham
- Hurlingham
- Villa Tesei
- William C. Morris